# Lisets
Lisets (bulgariska: Лисец) är ett distrikt i Bulgarien.   Det ligger i kommunen Obsjtina Lovetj och regionen Lovetj, i den centrala delen av landet, 120 km öster om huvudstaden Sofia.
Trakten runt Lisets består till största delen av jordbruksmark. Runt Lisets är det ganska tätbefolkat, med 60 invånare per kvadratkilometer.